# Susanville
Susanville ist die einzige Stadt in Lassen County im US-Bundesstaat Kalifornien, Vereinigte Staaten, und hat 16.728 Einwohner (Stand: 2020).
Susanville liegt an den geographischen Koordinaten 40,41° Nord, 120,65° West, am Schnittpunkt von Sierra Nevada, Kaskaden und dem großen Becken. Das Stadtgebiet hat eine Größe von 15,3 km². Wichtigster Arbeitgeber ist das örtliche Gefängnis (High Desert State Prison) mit 1200 Angestellten und über 4000 Insassen.